# Plectris fungicola
Plectris fungicola är en skalbaggsart som beskrevs av Gilbert John Arrow 1900. Plectris fungicola ingår i släktet Plectris och familjen Melolonthidae. Inga underarter finns listade i Catalogue of Life.